# Josef Isaacsohn
Joseph Isaacsohn (ur. 1811 w Wieleniu, zm. 11 maja 1885 w Hamburgu) – rabin Frankfurtu nad Odrą od 5 sierpnia 1845 do 1848.
Od 10 maja 1842 do semestru zimowego 1844 studiował w Bonn. 5 sierpnia 1845 zastąpił Samuela Holdheima na stanowisku rabina Frankfurtu nad Odrą. W 1855 został nadrabinem Rotterdamu.
Na jego życzenie jego zwłoki pochowano na cmentarzu żydowskim w rodzinnym Wieleniu.